# Sipisaari (ö i Mellersta Finland)
Sipisaari är en ö i Finland. Den ligger i sjön Uplanselkä och i kommunen Keuru i den ekonomiska regionen  Keuru ekonomiska region  och landskapet Mellersta Finland, i den södra delen av landet, 240 km norr om huvudstaden Helsingfors. Öns area är omkring 490 kvadratmeter och dess största längd är 40 meter i sydöst-nordvästlig riktning.